# Groszek bulwiasty
Groszek bulwiasty (Lathyrus tuberosus L.) – gatunek rośliny wieloletniej z rodziny bobowatych. Pochodzi z Azji i Europy. W Polsce archeofit, występuje głównie na południu, na północy tylko jako gatunek zawleczony.

## Morfologia

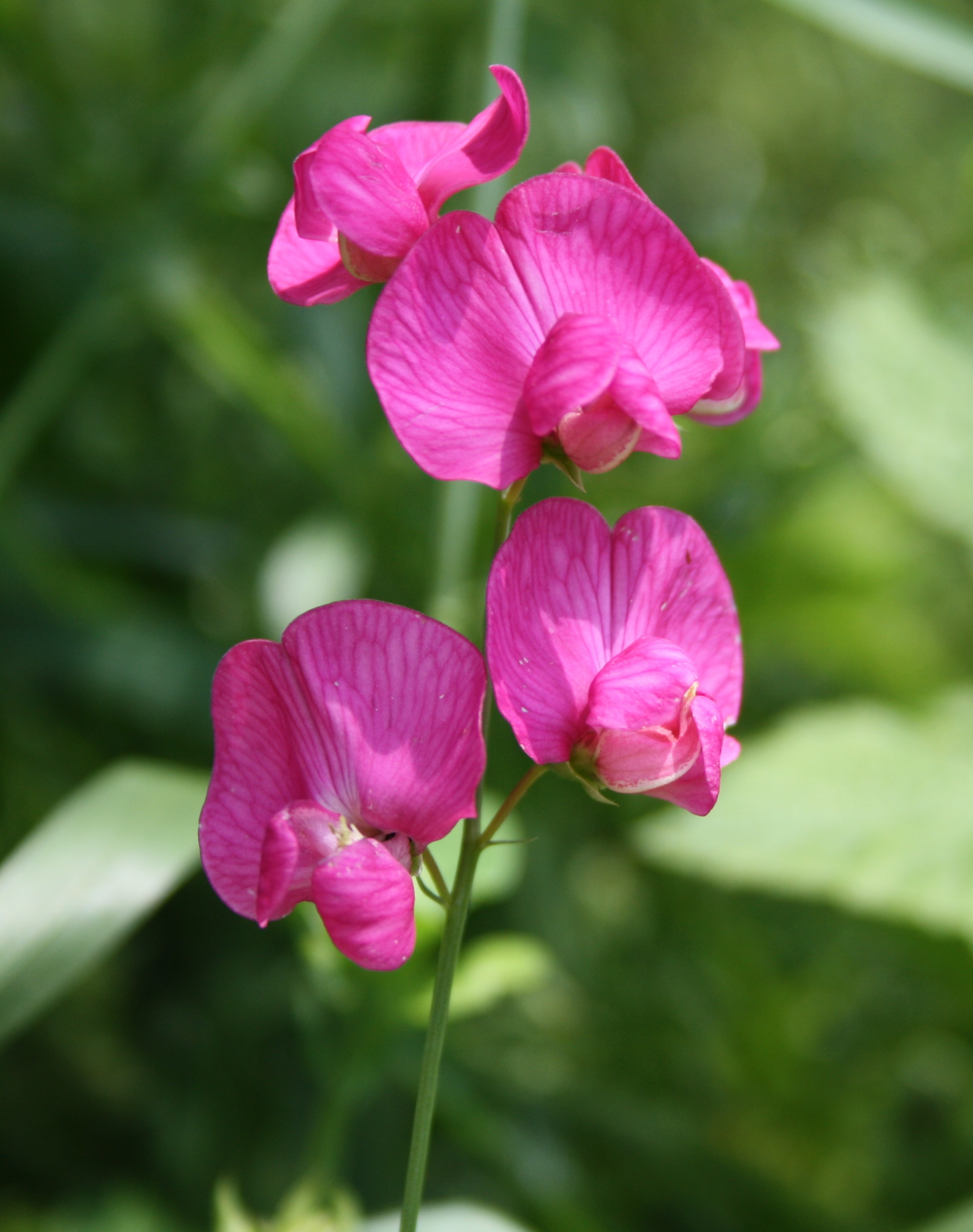
Kwiaty

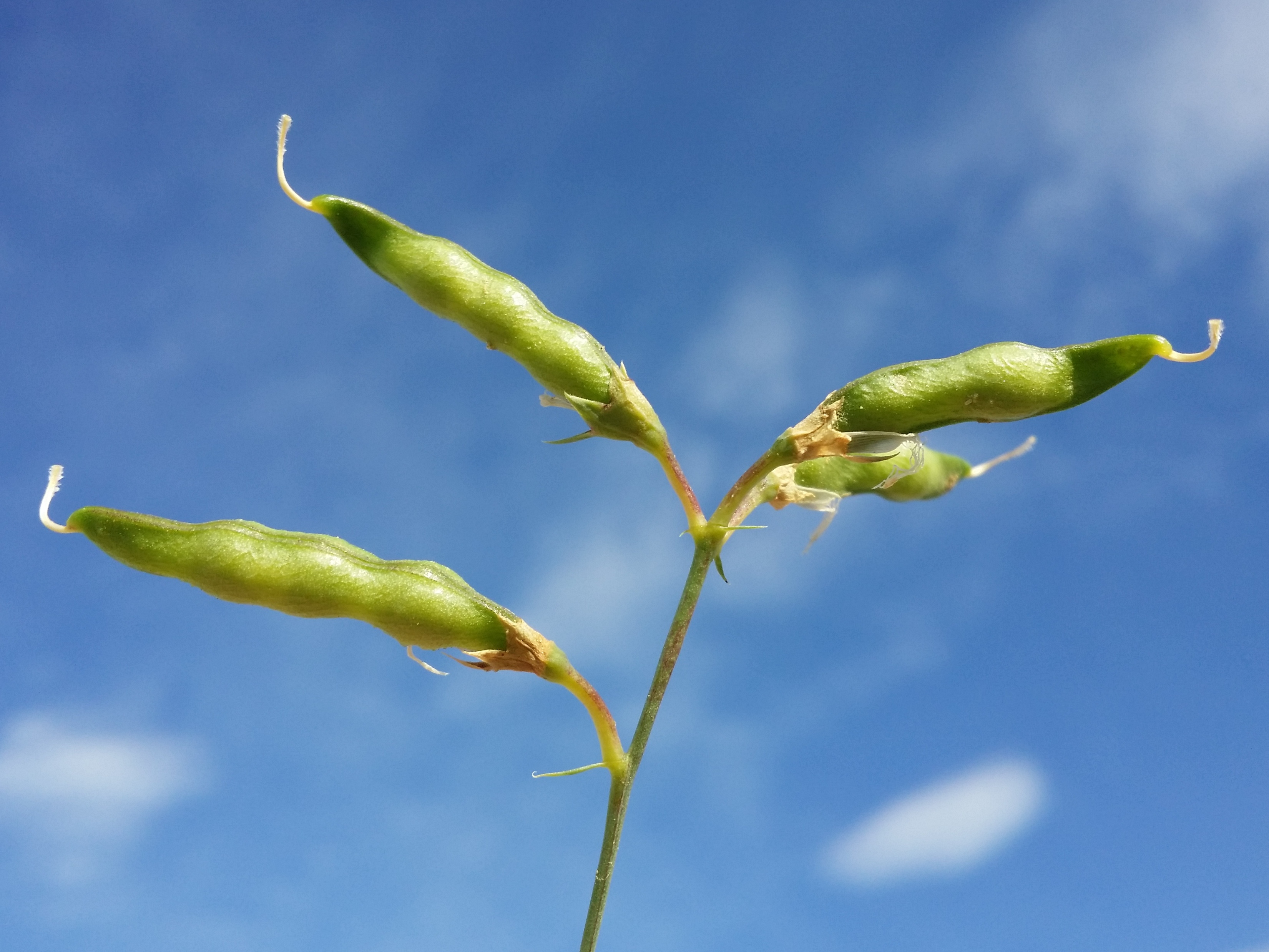
Owoce

ŁodygaLeżąca lub pnąca się, kanciasta, długość od 30 do 120 cm, podziemne rozłogi, na których znajdują się bulwki korzeniowe.
LiścieZ parą listków i wąsami, przylistki oszczepowate lub strzałkowe.
KwiatyKarminowoczerwone, pachnące, zebrane w grona od 2 do 5 kwiatów.
OwoceStrąki o długości do 4 cm, walcowate.

## Biologia i ekologia
Bylina, hemikryptofit. Kwitnie od czerwca do sierpnia. Rośnie na polach uprawnych, chętnie na glebach gliniastych bogatych w wapń. Rzadziej na przydrożach lub miejscach ruderalnych. W klasyfikacji zbiorowisk roślinnych gatunek charakterystyczny dla Ass. Lathyro-Melandrietum noctiflor.

## Zastosowanie
Bulwki groszku bulwiastego są jadalne, a przy tym opisywane są jako „jeden z najsmaczniejszych pokarmów dostępnych w naszej dzikiej przyrodzie”. Mają delikatny, słodkawy smak o orzechowej nucie. Bulwy można spożywać na surowo, gotowane lub smażone. Ich wadą są niewielkie rozmiary i trudność zbioru.